# I liga polska w piłce nożnej plażowej (2013)
I liga piłki nożnej plażowej 2013 – 2. edycja rozgrywek I liga polska w piłce nożnej plażowej piłki nożnej mężczyzn w Polsce, przy czym była to pierwsza edycja z podziałem na dwie grupy.

## Boiska
|  | Miejscowość | Grupa      | Klub             | Zdjęcie |
|  | ----------- | ---------- | ---------------- | ------- |
|  | Gliwice     | południowa | Milenium Gliwice | –       |
|  | Gdynia      | północna   | –                |         |

## Grupa południowa
I liga piłki nożnej plażowej, grupa południowa – brało w niej udział 6 drużyn. Jednodniowy turniej odbył się 30 czerwca. Zwycięzcą zostało Tonio Team Sosnowiec.

### Drużyny
| Drużyna                 | Sezon w I lidze | Uwagi                         |
| ----------------------- | --------------- | ----------------------------- |
| Jutrzenka Drzewce       | 1               |                               |
| KP Łódź                 | 1               |                               |
| Prant Mundial Żary      | 2               |                               |
| Straż Pożarna Choszczno | 2               |                               |
| Tonio Team Sosnowiec    | 1               |                               |
| UKS Milenium Gliwice    | 2               | gospodarz boiska turniejowego |

### Tabela grupy A
| Miejsce | Drużyna              | Mecze | Punkty | Zwyc. | Zw.pd. | Por. | Bramki |
| ------- | -------------------- | ----- | ------ | ----- | ------ | ---- | ------ |
| 1.      | Tonio Team Sosnowiec | 2     | 6      | 2     | 0      | 0    | 12-6   |
| 2.      | UKS Milenium Gliwice | 2     | 3      | 1     | 0      | 1    | 13-9   |
| 3.      | Prant Mundial Żary   | 2     | 0      | 0     | 0      | 2    | 6-16   |

### Tabela grupy B
| Miejsce | Drużyna                 | Mecze | Punkty | Zwyc. | Zw.pd. | Por. | Bramki |
| ------- | ----------------------- | ----- | ------ | ----- | ------ | ---- | ------ |
| 2.      | KP Łódź                 | 2     | 3      | 1     | 0      | 1    | 21-6   |
| 2.      | Jutrzenka Drzewce       | 2     | 3      | 1     | 0      | 1    | 10-11  |
| 3.      | Straż Pożarna Choszczno | 2     | 3      | 1     | 0      | 1    | 8-22   |

### Tabela łączna
| Miejsce | Drużyna                 | Mecze | Punkty | Zwyc. | Zw.pd. | Por. | Bramki |
| ------- | ----------------------- | ----- | ------ | ----- | ------ | ---- | ------ |
| 1.      | Tonio Team Sosnowiec    | 4     | 12     | 4     | 0      | 0    | 25-14  |
| 2.      | KP Łódź                 | 4     | 6      | 2     | 0      | 2    | 33-17  |
| 3-4.    | UKS Milenium Gliwice    | 3     | 3      | 1     | 0      | 2    | 19-19  |
| 3-4.    | Jutrzenka Drzewce       | 3     | 3      | 1     | 0      | 2    | 16-21  |
| 5-6.    | Straż Pożarna Choszczno | 2     | 3      | 1     | 0      | 1    | 8-22   |
| 5-6.    | Prant Mundial Żary      | 2     | 0      | 0     | 0      | 2    | 6-16   |

## Grupa północna
I liga piłki nożnej plażowej, grupa północna – brało w niej udział 7 drużyn. Turniej rozpoczął się 27 lipca, a skończył dzień później. Zwycięzca grupy został Galacticos Zgierz, które pokonało drużynę Pro-Fart Głowno w rzutach karnych.

### Drużyny
| Drużyna            | Sezon |
| ------------------ | ----- |
| Boca Gdańsk        | 2     |
| Bryza Sztutowo     | 2     |
| Galacticos Zgierz  | 2     |
| Hemako II Sztutowo | 1     |
| Morze Stegna       | 1     |
| Pro-Fart Głowno    | 2     |
| Vencedores Olsztyn | 1     |

### Tabela łączna
| Miejsce | Drużyna            | Mecze | Punkty | Zwyc. | Zw.pd. | Zw. pk. | Por. | Bramki |
| ------- | ------------------ | ----- | ------ | ----- | ------ | ------- | ---- | ------ |
| 1.      | Galacticos Zgierz  | 4     | 10     | 3     | 0      | 1       | 0    | 18-8   |
| 2.      | Pro-Fart Głowno    | 4     | 6      | 2     | 0      | 0       | 2    | 14-15  |
| 3-4.    | Boca Gdańsk        | 4     | 9      | 3     | 0      | 0       | 1    | 25-9   |
| 3-4.    | Morze Stegna       | 4     | 3      | 1     | 0      | 0       | 2    | 16-24  |
| 5-7.    | Hemako II Sztutowo | 3     | 3      | 1     | 0      | 0       | 2    | 8-12   |
| 5-7.    | Bryza Sztutowo     | 3     | 3      | 1     | 0      | 0       | 2    | 7-17   |
| 5-7.    | Vencedores Olsztyn | 2     | 0      | 0     | 0      | 0       | 2    | 3-11   |